# It's Like, You Know...
It's Like, You Know… est une série télévisée américaine en 26 épisodes de 22 minutes, créée par Peter Mehlman et dont seulement 19 épisodes ont été diffusés entre le 24 mars 1999 et le 5 janvier 2000 sur ABC. En France, la série a été diffusée à partir du 26 septembre 2000 sur Canal Jimmy.

## Synopsis
La série suit le quotidien d'une bande d'amis dans la banlieue de Los Angeles. Parmi eux, Arthur, un écrivain originaire de New York. Il déteste Los Angeles, il est venu y vivre quelque temps afin d'y écrire une thèse. De ce point de vue, la série apporte une comparaison intéressante entre les deux villes tout en gardant son humour assez décalé. Les personnages résident dans la « villa d'amis » de Shrug (y compris Shrug lui-même), un homme fortuné et insouciant qui prouve à plusieurs reprises qu'il n'a aucun sens de la valeur de l'argent.

## Distribution

### Personnages principaux
- Chris Eigeman : Arthur Garment
- Jennifer Grey (V. F. : Rafaèle Moutier) : elle-même
- Evan Handler (V. F. : Emmanuel Karsen) : Shrug
- Allison Joy Langer (V. F. : Julie Turin) : Lauren Woods
- Steven Eckholdt (en) : Robbie Graham

### Personnages secondaires
- Ernie Grunwald (en) : Ernie
- Maureen McCammon : l'hôtesse
- Suzanne Lanza (en) : Danna
- Elliott Gould : lui-même

### Galerie

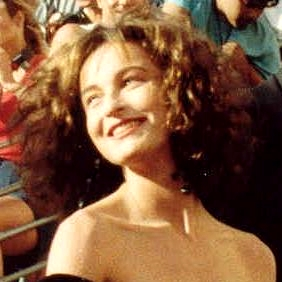
Jennifer Grey.
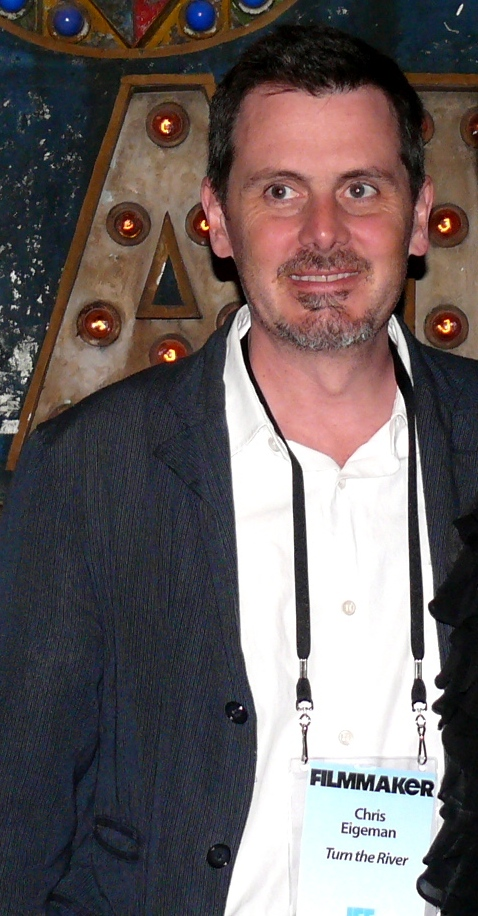
Chris Eigeman.
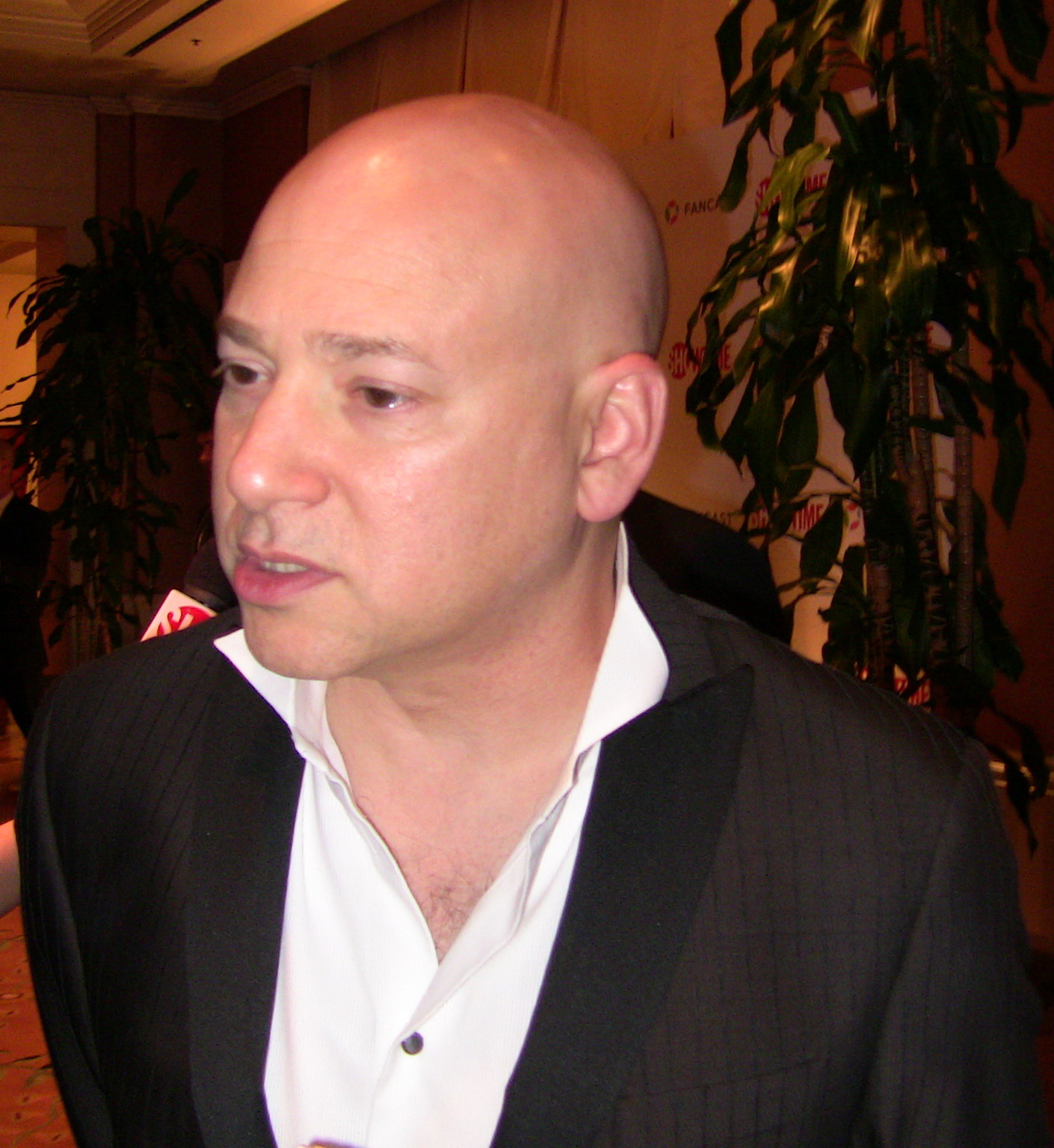
Evan Handler.

## Fiche technique
- Titre original : It's Like, You Know…
- Création : Peter Mehlman (en)
- Réalisation : John Fortenberry, John Whitesell, Leonard R. Garner, Jr. (en), Andy Ackerman (en) et Joe Regalbuto
- Scénario : Peter Mehlman, Allison Adler, Jon Hayman, Etan Cohen, Richard Doctorow, Carol Leifer (en), Jill Franklyn, Jennifer Eolin, Bill Masters, Dawn Urbont, Jeff Astrof, Jeffrey Mehlman, Mike Sikowitz, Amy Welsh et Erik Shapiro
- Décors : Diane Yates
- Costumes : Jyl Moder et Jacqueline G. Arthur
- Musique : W.G. Snuffy Walden et Danny Pelfrey
- Casting : Merri Sugarman
- Production : Suzy Mamann-Greenberg, Jon Hayman, Jill Franklyn, Amy Welsh et Andy Ackerman (en)
  - Production exécutive : Suzy Mamann-Greenberg, Peter Mehlman, Ted Harbert (en), Carol Leifer, Bill Masters, Jeff Astrof et Mike Sikowitz
- Sociétés de production : DreamWorks Television, 42 Pound Productions et EWH3 Productions
- Société(s) de distribution (télévision) : 
  -  États-Unis : ABC
  -  France : Jimmy
- Pays d'origine :  États-Unis
- Langue originale : anglais
- Format : couleur - 1,33:1 - son stéréo
- Genre : Série comique, sitcom
- Durée : 22 minutes

## Épisodes
La série comprend vingt-six épisodes sur deux saisons.

### Première saison
Diffusée du 24 mars au 5 mai 1999 aux États-Unis, cette saison comprend sept épisodes et un pilote non diffusé : 
| № | # | Titre français | Titre original         | Première diffusion ABC | Code de production |
| - | - | -------------- | ---------------------- | ---------------------- | ------------------ |
| 1 | - | inconnu        | Pilot                  | non diffusé            | -                  |
| 2 | 1 | inconnu        | Welcome to L.A.        | 24 mars 1999           | 17-98-100          |
| 3 | 2 | inconnu        | The Getaway            | 31 mars 1999           | 17-98-102          |
| 4 | 3 | inconnu        | Memories of Me         | 7 avril 1999           | 17-98-105          |
| 5 | 4 | inconnu        | The Client             | 14 avril 1999          | 17-98-103          |
| 6 | 5 | inconnu        | Two Days in the Valley | 21 avril 1999          | 17-98-104          |
| 7 | 6 | inconnu        | Author! Author!        | 28 avril 1999          | 17-98-111          |
| 8 | 7 | inconnu        | The Conversation       | 5 mai 1999             | 17-98-107          |

### Deuxième saison
Diffusée du 21 septembre 1999 au 5 janvier 2000 aux États-Unis, cette saison comprend dix-huit épisodes, dont six non diffusés : 
| №  | #  | Titre français | Titre original             | Première diffusion ABC | Code de production |
| -- | -- | -------------- | -------------------------- | ---------------------- | ------------------ |
| 9  | 1  | inconnu        | Twins                      | 21 septembre 1999      | 17-99-201          |
| 10 | 2  | inconnu        | Enchanted April            | 28 septembre 1999      | 17-99-203          |
| 11 | 3  | inconnu        | The Long Goodbye           | 5 octobre 1999         | 17-98-112          |
| 12 | 4  | inconnu        | Coast to Coast             | 12 octobre 1999        | 17-99-204          |
| 13 | 5  | inconnu        | Arthur 2: On the Rocks     | 19 octobre 1999        | 17-99-205          |
| 14 | 6  | inconnu        | Lost in America            | 26 octobre 1999        | 17-99-206          |
| 15 | 7  | inconnu        | The Sweet Smell of Success | 2 novembre 1999        | 17-99-207          |
| 16 | 8  | inconnu        | Hollywood Shuffle          | 8 décembre 1999        | 17-99-208          |
| 17 | 9  | inconnu        | The Life of Brian          | 15 décembre 1999       | 17-99-212          |
| 18 | 10 | inconnu        | Summer of '42              | 22 décembre 1999       | 17-99-209          |
| 19 | 11 | inconnu        | The Apartment              | 29 décembre 1999       | 17-99-210          |
| 20 | 12 | inconnu        | Heat                       | 5 janvier 2000         | 17-99-213          |
| 21 | 13 | inconnu        | Trading Places             | non diffusé            | 17-98-106          |
| 22 | 14 | inconnu        | Walking Tall               | non diffusé            | 17-98-108          |
| 23 | 15 | inconnu        | The Quick and the Dead     | non diffusé            | 17-98-109          |
| 24 | 16 | inconnu        | Raw Deal                   | non diffusé            | 17-98-110          |
| 25 | 17 | inconnu        | Lust for Life              | non diffusé            | 17-99-202          |
| 26 | 18 | inconnu        | Hoop Dreams                | non diffusé            | 17-99-211          |

## Distinctions

### Nominations
- Casting Society of America Awards 1999 :
  - Meilleur casting de télévision, série de comédie (Meg Liberman et Marc Hirschfeld)
  - Meilleur casting de télévision, pilote de comédie (Meg Liberman et Marc Hirschfeld)

- Television Critics Association Awards 1999 : meilleure nouvelle série

## Commentaires
Jennifer Grey, l'actrice phare du film Dirty Dancing y joue son propre rôle. Il avait été initialement proposé à l'actrice Jennifer Beals, héroïne du film Flashdance d'interpréter son propre rôle ; ce que l'actrice a refusé.
La série n'ayant pas rencontré le succès escompté, ABC en a suspendu la diffusion avant la fin de la deuxième saison. Aucune édition vidéo n'a été produite à ce jour en Amérique comme en Europe.